# Teilwert
Der Teilwert ist in Deutschland ein Bewertungsmaßstab für Wirtschaftsgüter des steuerlichen Betriebsvermögens. Er ist definiert als der Betrag, den ein Erwerber des ganzen Betriebs im Rahmen des Gesamtkaufpreises für das einzelne Wirtschaftsgut ansetzen würde; dabei ist davon auszugehen, dass der Erwerber den Betrieb fortführt (§ 6 Abs. 1 Nr. 1 S. 3 EStG und § 10 S. 2 BewG). Der Teilwert entspricht im Regelfall dem Verkehrswert oder Marktpreis. Er kommt regelmäßig bei der Bewertung von Entnahmen und Einlagen zur Anwendung. Ein unter die Anschaffungs- oder Herstellungskosten gesunkener Teilwert berechtigt bei dauerhafter Wertminderung zu einer Teilwertabschreibung. 

## Abgrenzung zu anderen Bewertungsmaßstäben
Der Teilwertbegriff existiert lediglich im deutschen und österreichischen und teils im schweizerischen Steuerrecht. International übliche Wertmaßstäbe sind der Fair value und der Net realizable value. Der Teilwert entspricht oftmals dem handelsrechtlichen Begriff des beizulegenden Werts. Der beizulegende Wert in der Handelsbilanz kann jedoch insbesondere aufgrund des Prinzips der verlustfreien Bewertung abweichen; danach werden handelsrechtlich nur Verluste antizipiert. Es wird bei der Abwertung darüber hinaus keine Gewinnspanne abgezogen. Der Teilwertbegriff geht jedoch von einem gedachten gewinnorientierten Erwerber aus. Damit dieser Erwerber nicht nur keine Verluste, sondern auch Gewinne erzielt, muss er bei der Bewertung zusätzlich eine Gewinnspanne abziehen. 
Abzugrenzen ist der Teilwert von Buchwert und Zwischenwert, die einen in der Regel niedrigeren Wertansatz erlauben und damit die Möglichkeit einräumen, die (teilweise) Aufdeckung stiller Reserven zu vermeiden.
Ein spezieller Teilwert ist in § 6a Abs. 3 EStG für die Höhe der Pensionsrückstellungen definiert. Das der Berechnung zu Grunde liegende Bewertungsverfahren hat durch die Definition im Einkommensteuergesetz eine größere versicherungsmathematische Bedeutung erlangt und heißt dort Teilwertverfahren.

## Teilwertvermutungen
Um das Konzept des Teilwertes handhabbar zu machen, wurden von der Rechtsprechung detaillierte Vorgaben zur Teilwertermittlung, die sogenannten Teilwertvermutungen entwickelt: 
- So entspricht der Teilwert im Zeitpunkt der Anschaffung oder Herstellung den tatsächlich angefallenen Anschaffungskosten oder Herstellungskosten.
- Ist das Wirtschaftsgut nicht abnutzbar (wie z. B. Grund und Boden oder Beteiligungen) gilt dies auch für Zeitpunkte danach.
- Ist das Wirtschaftsgut abnutzbar, ist der Teilwert mit den um die lineare Absetzung für Abnutzung verminderten Anschaffungs- oder Herstellungskosten anzusetzen.
- Für Wirtschaftsgüter des Umlaufvermögens entspricht der Teilwert im Anschaffungs- oder Herstellungszeitpunkt den Anschaffungskosten oder Herstellungskosten und in späteren Zeitpunkten den jeweiligen Wiederbeschaffungskosten.

Obergrenze des Teilwertes bilden die Wiederbeschaffungskosten, während die Untergrenze durch den Einzelveräußerungspreis bestimmt wird.
Da Teilwertvermutungen eine Schätzung darstellen, können diese durch den Nachweis
- gesunkener Wiederbeschaffungskosten,
- über das Vorliegen einer Fehlmaßnahme bezüglich des betrachteten Wirtschaftsgutes,
- gesunkener Veräußerungspreise, die nicht mehr zur Selbstkostendeckung führen,
- gesunkener Unternehmensrentabilität sowie
- gesunkener Rentabilität des betrachteten Wirtschaftsgutes

widerlegt werden.